# Urzon kanadský
Urzon kanadský (Erethizon dorsatum) je severoamerický hlodavec. Vzhledem připomíná dikobraza, s nímž bývá laiky zaměňován. Na rozdíl od něj má kratší a měkčí ostny a dovede šplhat po stromech.
Urzoni obývají různá prostředí, od lesů mírného pásu až po oblasti arktické a vysokohorské. Žijí většinou v lesnatých krajích, ale jsou velmi přizpůsobiví. Jsou to převážně noční zvířata. Živí se pestrou rostlinnou potravou. Rodí jedno dobře vyvinuté mládě, které dokáže lézt po stromech už po dvou dnech. Mohou se dožít až 18 let.

## Výskyt
Žije v Severní Americe od Aljašky na západě po poloostrov Newfoundland na východě. Na jih zasahuje až do Tennessee a na severozápad Mexika. V minulosti se urzoni v letním období vyskytovali i na severu a západě Velkých plání v USA.
Žijí především v jehličnatých i listnatých lesích. Jsou ale velmi přizpůsobiví a lze je nalézt i v otevřené tundře nebo na pastvinách.

## Taxonomie
Urzon kanadský je jediný zástupce rodu urzon (Erethizon). Urzoni patří spolu s rody Coendou, Echinoprocta a Sphiggurus (kuandové) do podčeledi Erethizontinae, která spolu s podčeledí tvoří čeleď Erethizontidae – urzonovití.
čeleď Erethizontidae – urzonovití
- podčeleď Erethizontinae
  - rod Erethizon – urzon
    - druh Erethizon dorsatum – urzon kanadský

Přes podobný vzhled jsou urzoni jen málo příbuzní s dikobrazy.

## Vzhled
Urzoni mají robustní postavu. Tělo měří 645–680 mm, ocas je 145–300 mm dlouhý. Váží obvykle 3,5 – 7 kg, ale velcí samci mohou údajně dosáhnout váhy až 18 kg. Svrchní část těla pokrývají duté ostré ostny asi 2 mm silné a až 75 mm dlouhé (tedy výrazně kratší než u dikobrazů). Je jich přibližně 30 000. Kolem nich rostou delší tuhé chlupy, někdy bíle zakončené.
Horní část těla je obvykle tmavě hnědá až do černa, jednotlivé ostny mají žlutavý základ a černou špičku. Na spodní části těla rostou tmavé tuhé chlupy bez ostnů. Krátký tlustý ocas ze svrchní strany kryjí ostny.
Na předních nohách mají čtyři prsty, na zadních a pět. Ty jsou opatřené mohutnými zahnutými drápy, díky nimž – a také díky dlouhým silným palcům – šplhají po stromech. Chodidla jsou silná a holá.
Mají malou hlavu, menší uši a stejně jako ostatní příslušníci této čeledi celkem 20 zubů – jejich zubní vzorec je
{\displaystyle {1 \over 1}{0 \over 0}{1 \over 1}{3 \over 3}}. Silné, ven směrované hlodáky jsou oranžově zbarvené. Samice mají dva páry mléčných žláz.

## Způsob života
Urzoni nejsou výhradně stromoví savci. V listnatých lesích se zdržují převážně ve větvích, oproti tomu v jehličnatých lesích více na zemi (především na jaře a v létě). V obou případech často šplhají do větví až 18 m vysoko, zde lezou pomalu, ale velmi jistě. Neskáčou z větve na větev.

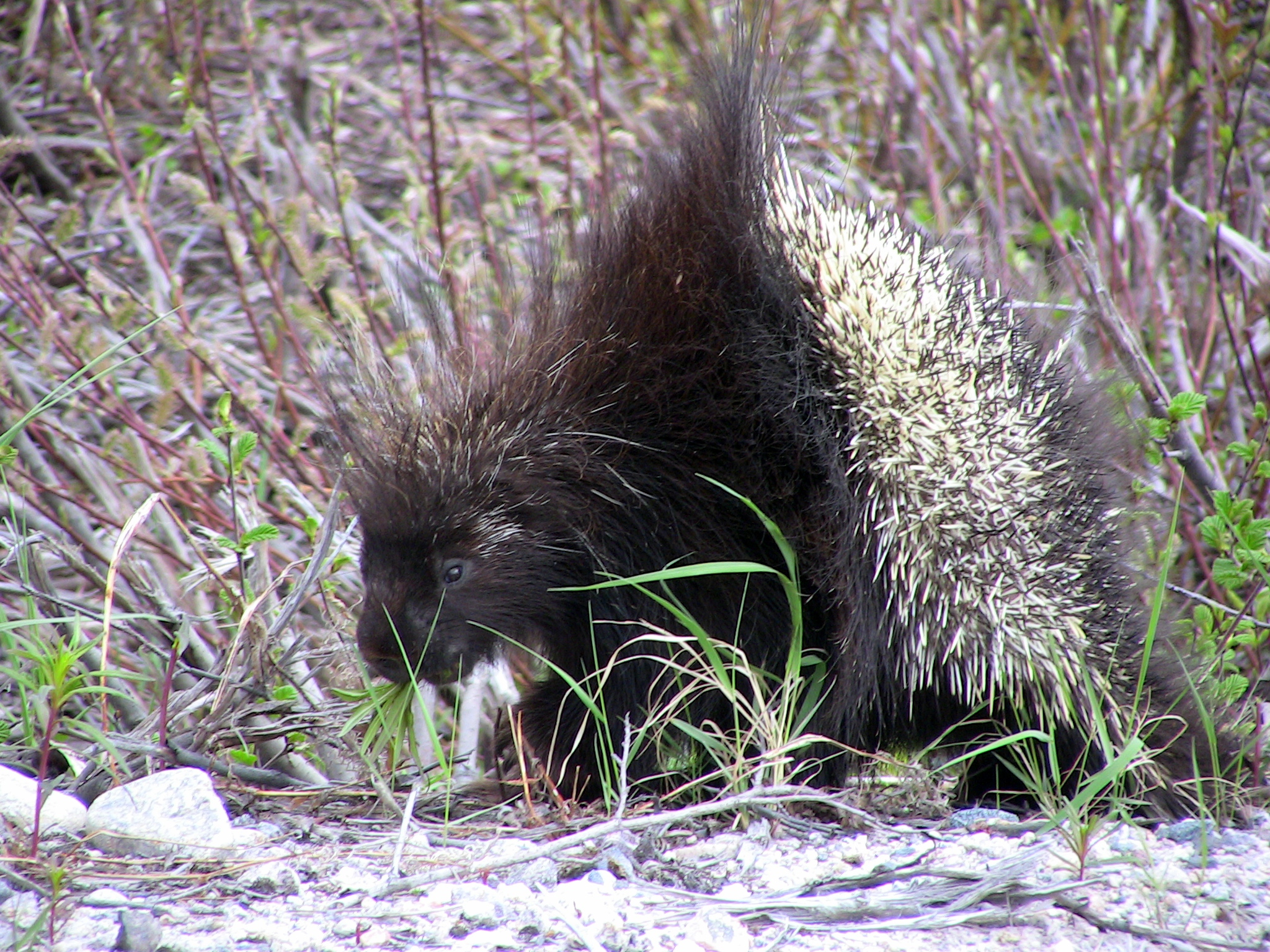
Urzon v obranném postavení

Skrýše si budují v pařezech, v dutých stromech (až 6 m nad zemí), v jeskyních, v půdních rozsedlinách nebo si je vyhrabávají v zemi nebo ve sněhu. Často používají i další dočasné úkryty. V doupěti bývá obvykle jen jedno zvíře, ale v zimě někdy sdílí vhodný úkryt více jedinců.
Říká se, že mají špatný zrak, ale dobře slyší a mají také výborný čich. Jsou převážně noční zvířata, ale občas se živí i ve dne. V zimě neupadají do zimního spánku, ale denně vylézají hledat potravu; jen ve velkých mrazech zůstávají v doupěti. V zimě se vzdalují od doupěte v průměru jen 8 m (podle jiné studie 130 m), v létě 150 m (podle jiné 1200 m). Během sledování v Catskill Mountains ve státě New York bylo zjištěno průměrné potravní teritorium jednoho jedince 64,9 ha v létě a 7,4 ha v zimě. Obvykle používají stále stejné cesty od doupat k místům, kde se krmí.

### Ostny jako obrana
Ursoni se pohybují pomalu a působí neohrabaně. Při nebezpečí utíkají nebo lezou na stromy, ale jsou-li zahnáni do úzkých, otočí se k útočníkovi zády, vztyčí ocasní ostny a začnou couvat. Pokud varování nezabere, zasáhnou útočníka ocasem.[zdroj?] Ostny opatřené zpětnými háčky se snadno uvolní a zůstanou vězet v ráně. Díky zpětným háčkům se dostávají hlouběji do kůže útočníka, což může způsobit těžké hnisavé záněty. Většina šelem, jako rysové či vlci, si je tohoto nebezpečí vědoma, a proto se urzonovi raději vyhýbá.

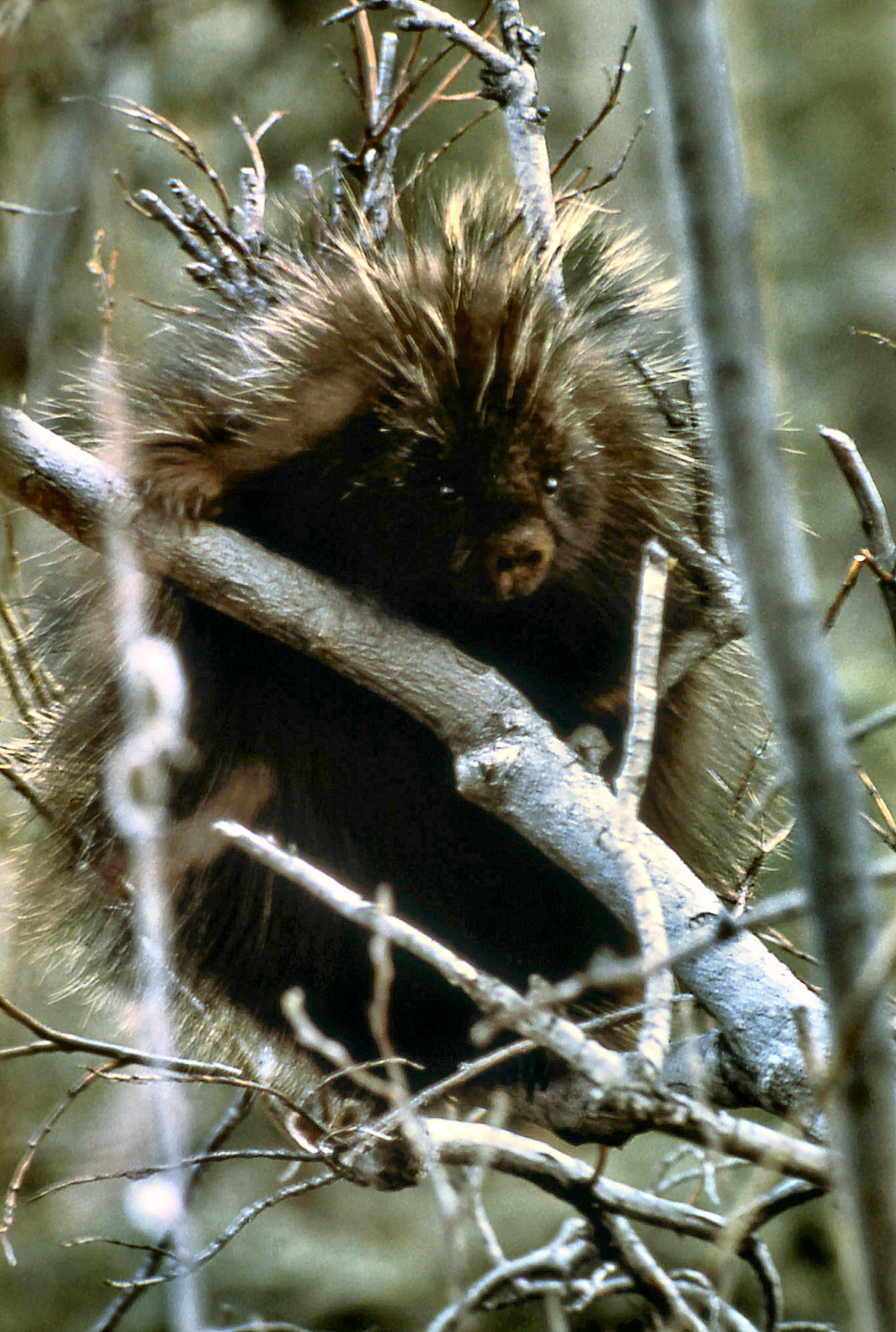
Urzon v koruně stromu

Přesto ho některá zvířata loví: rys červený, rosomák a kuna rybářská jsou schopni urzona převrátit na záda a zaútočit na jeho nechráněné břicho.

### Potrava
Na jaře se tito živočichové živí výhonky, pupeny a květy, později listím, bobulemi, ořechy a nejrůznějšími plody. Zimní potrava se skládá z jehličí, lýka a jemné kůry stromů. Občas drží potravu v předních packách. Lížou také sůl a ohryzávají kosti, aby si zajistili dostatek minerálů.
Denně zkonzumují asi 450 g potravy. Jediný urzon dovede za týden zničit celý strom.[zdroj?]
Podle některých badatelů dokáží urzoni zdevastovat přírodu tím, že během zimy okoušou kůru na všech stromech nad sněžnou čarou; jiní přírodovědci však toto zpochybňují. Ohryzávají také dřevěné nástroje používané lidmi, protože z nich získávají potřebnou sůl.

### Rozmnožování
K páření dochází na podzim a na začátku zimy. Partneři si nejprve navzájem otírají čumáčky o sebe, pak si samec označkuje samici tak, že se postaví na zadní a pomočí ji. Doba březosti je 205–217 dní. Od dubna do června rodí samice jedno mládě; dvojčata jsou vzácná.
Mláďata jsou dobře vyvinutá, váží 340–640 g, kůži mají pokrytou dlouhými černými chlupy a krátkými měkkými krátkými ostny, které do několika hodin ztvrdnou. Ihned po narození vidí a umí chodit. Ve věku dvou dnů už je mladý urzon schopen lézt po stromech. V zajetí jsou kojena několik měsíců, ale v přírodě jsou zřejmě odstavována dříve. Dospělá jsou podle různých pozorovatelů po 1,5 – 2,5 letech. Nejvyšší věk zaznamenaný v přírodě je 18 let.

## Stupeň ohrožení
Urzon kanadský není podle posouzení Mezinárodního svazu ochrany přírody (IUCN) ohrožen a v červeném seznamu druhů je vyhodnocen jako málo dotčený druh.

## Zajímavost
Od dávných dob používaly indiánské ženy urzoní ostny jako materiál na zdobení oděvů a dalších předmětů, zejména na výšivky. Po namočení je zplošťovaly a pak barvily. Této dekorační technice se říká quillování.

## Chov v zoo
Tento druh je chován přibližně v 45 evropských zoo (stav červen 2019). Největší zastoupení má přitom v Německu, kde je k vidění takřka ve 20 zařízeních. V rámci Česka se pak jedná o čtyři zoo:
- Zoo Brno
- Zoo Děčín
- Zoo Olomouc
- Zoo Praha

Historicky byl chován také v Zoo Hluboká, Zoo Jihlava a Zoo Plzeň. Na Slovensku je urzon kanadský chován v Zoo Košice a v Zoo Bratislava.

### Chov v Zoo Praha
Urzon kanadský byl do Zoo Praha prvně dovezen v roce 1958. První úspěšný odchov byl zaznamenán již o rok později, tedy v roce 1959. Chov pokračoval až do roku 1993. Poté následovala pauza. K obnovení chovu tohoto druhu došlo v roce 2003. Ke konci roku 2018 byl chován pár. 13. června 2019 se narodilo mládě.
Urzoni sezónně obývají expozici naproti vstupu do pavilonu Indonéská džungle. Zajímavostí je, že historicky tato expozice sloužila pro chov lachtanů.

## Další fotografie

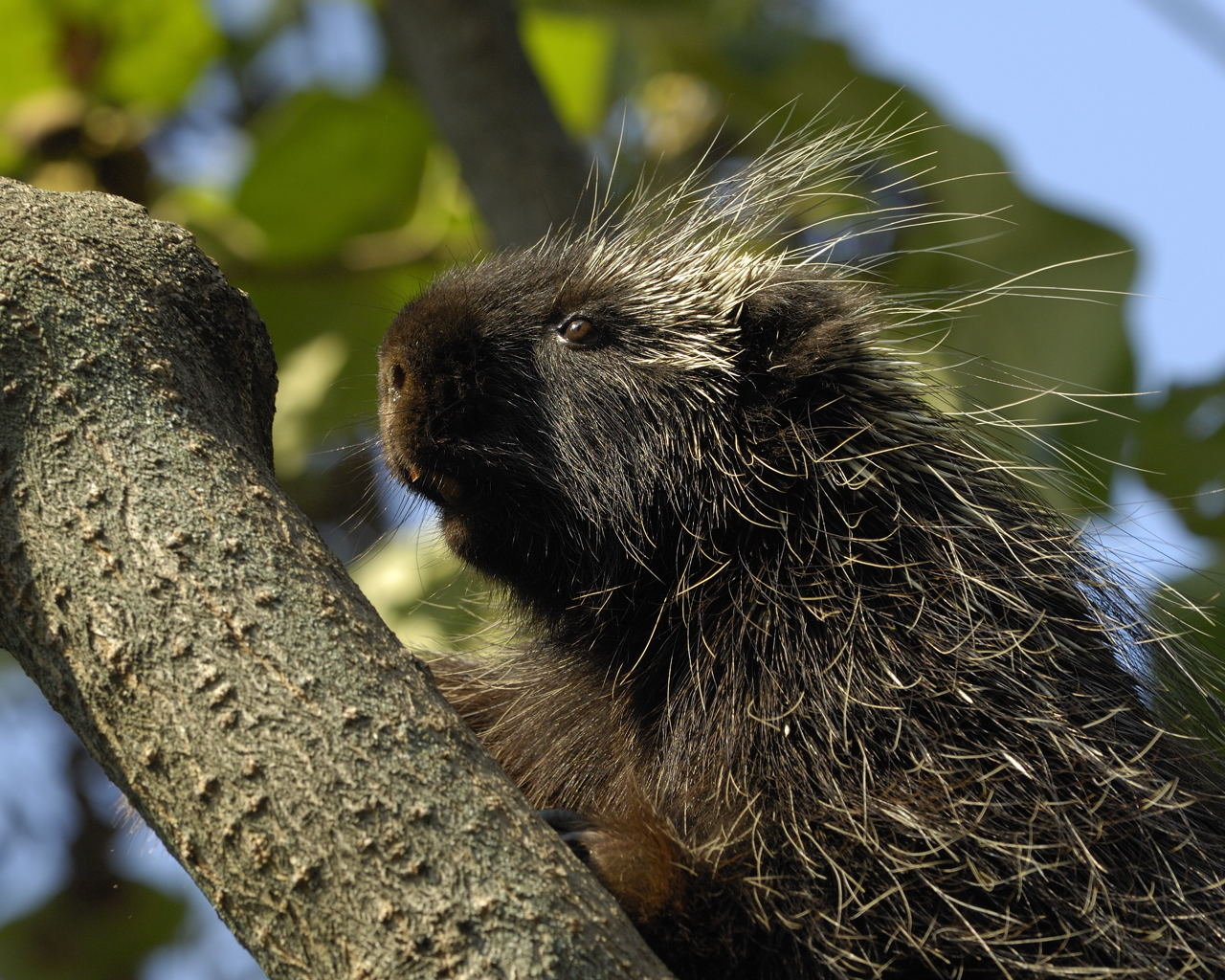
Hlava urzona
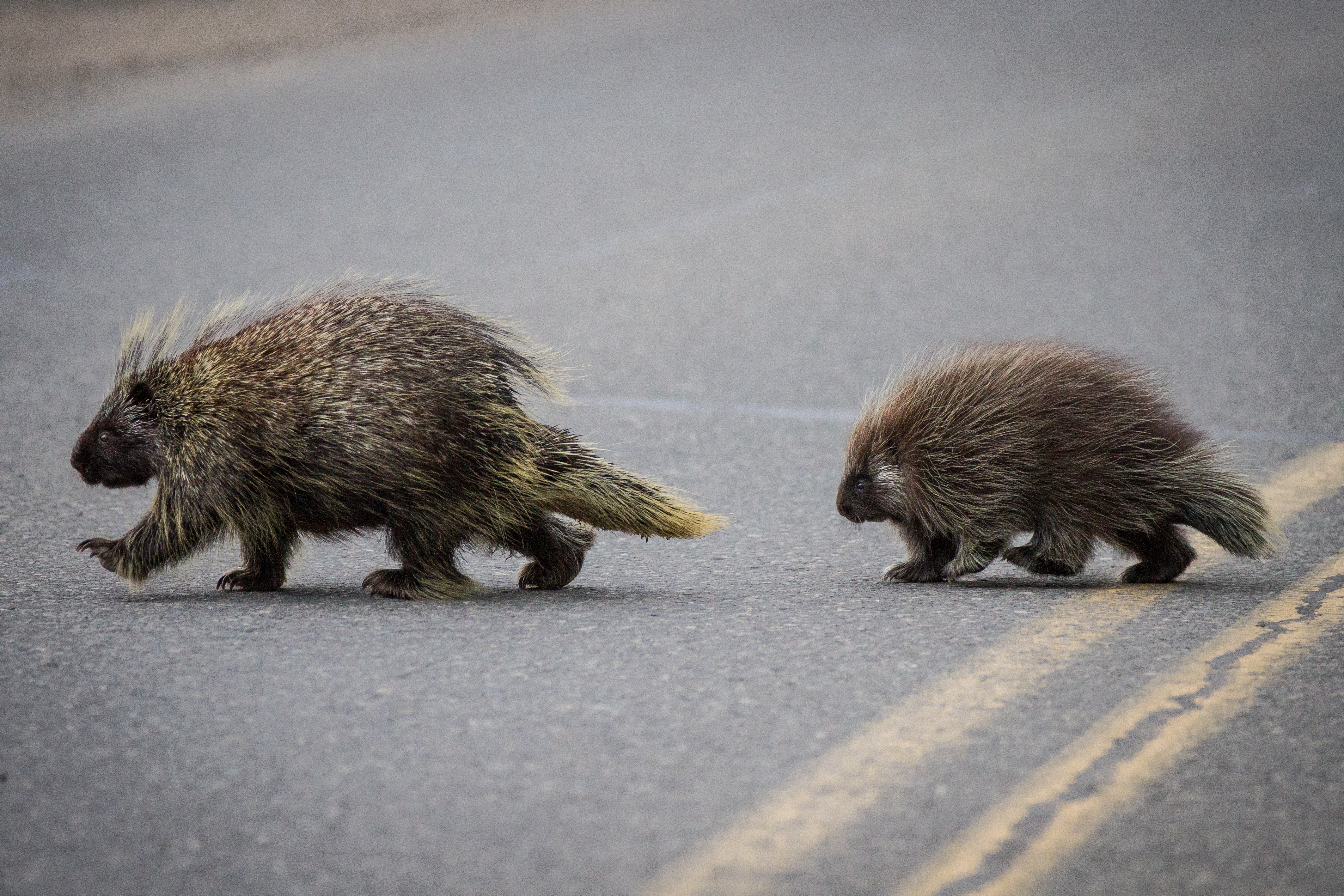
Urzoni na Aljašce
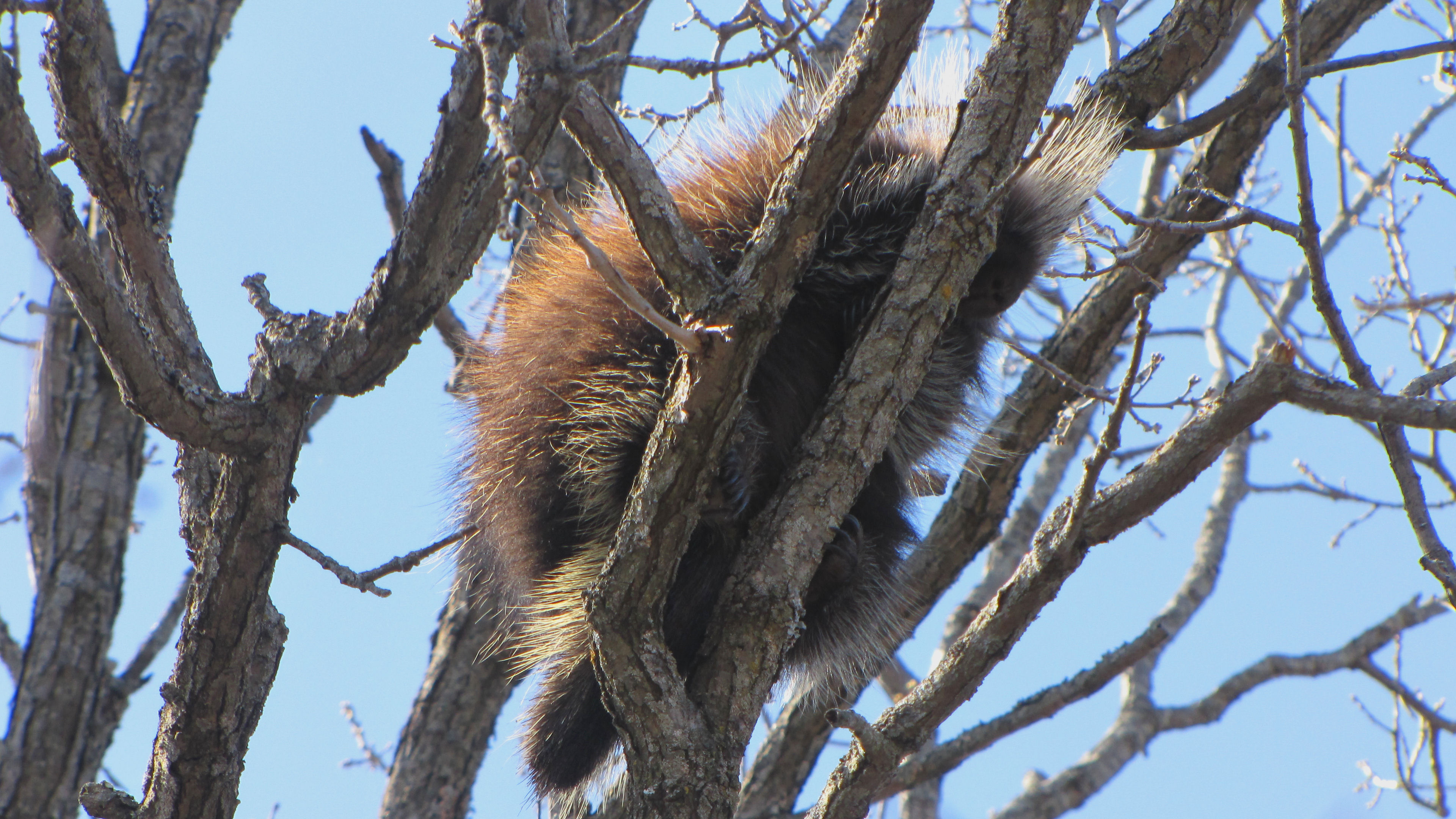
Spící urzon
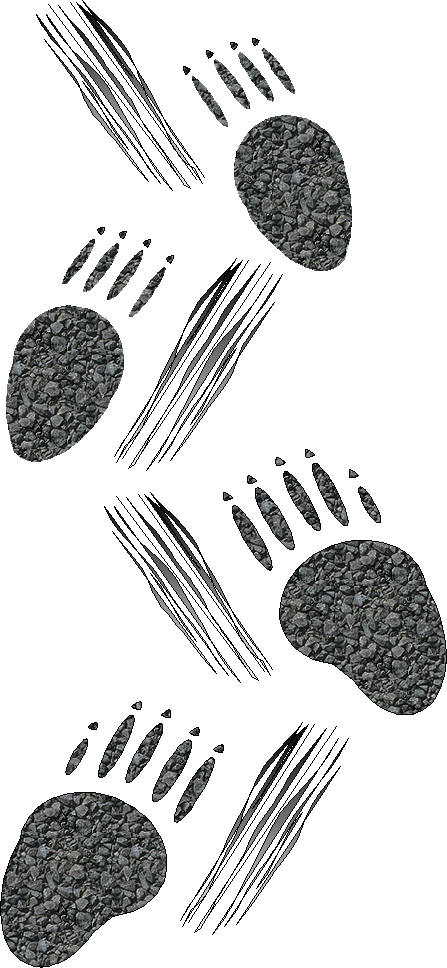
Stopy urzona
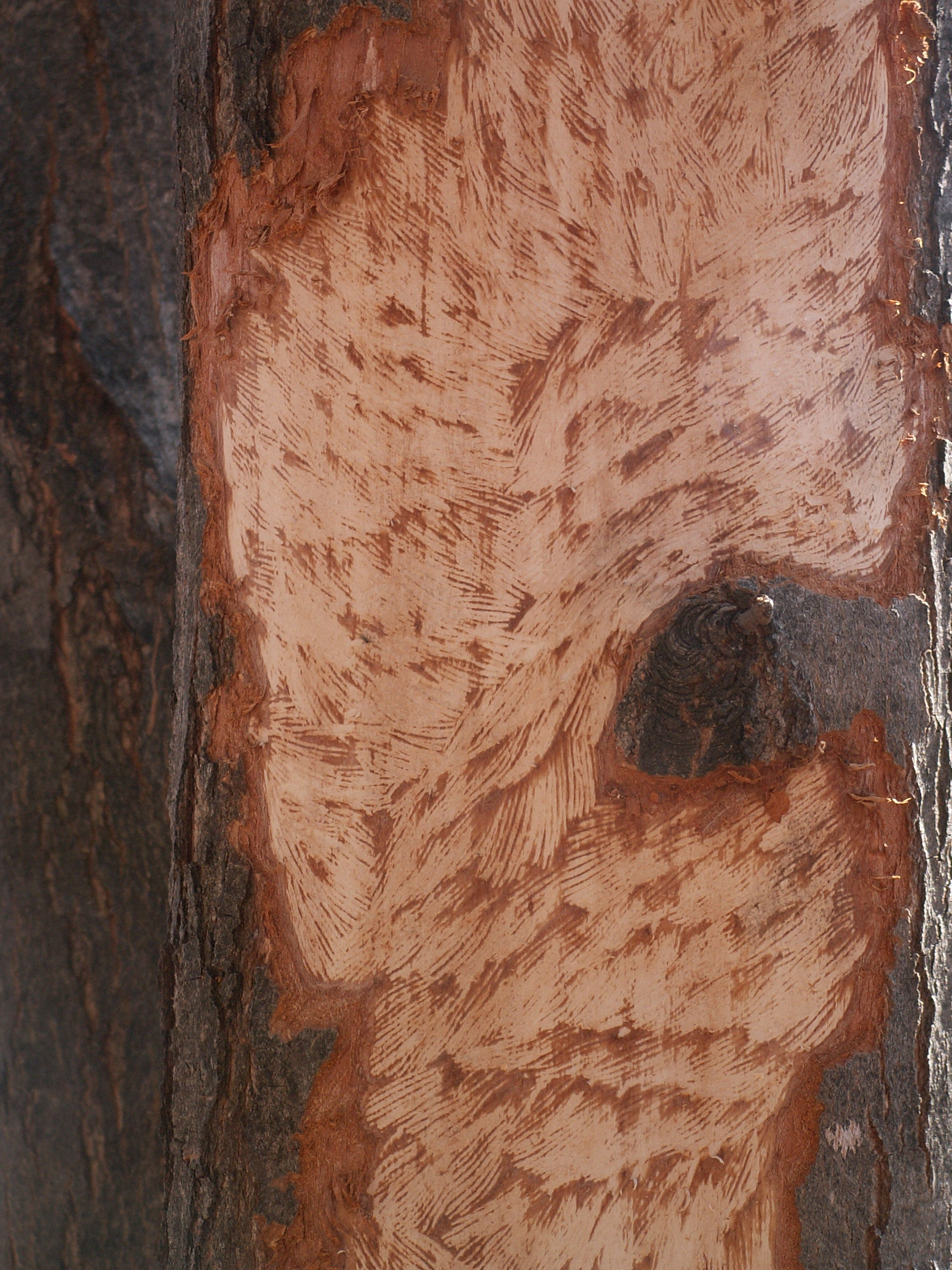
Kůra ohryzaná urzonem
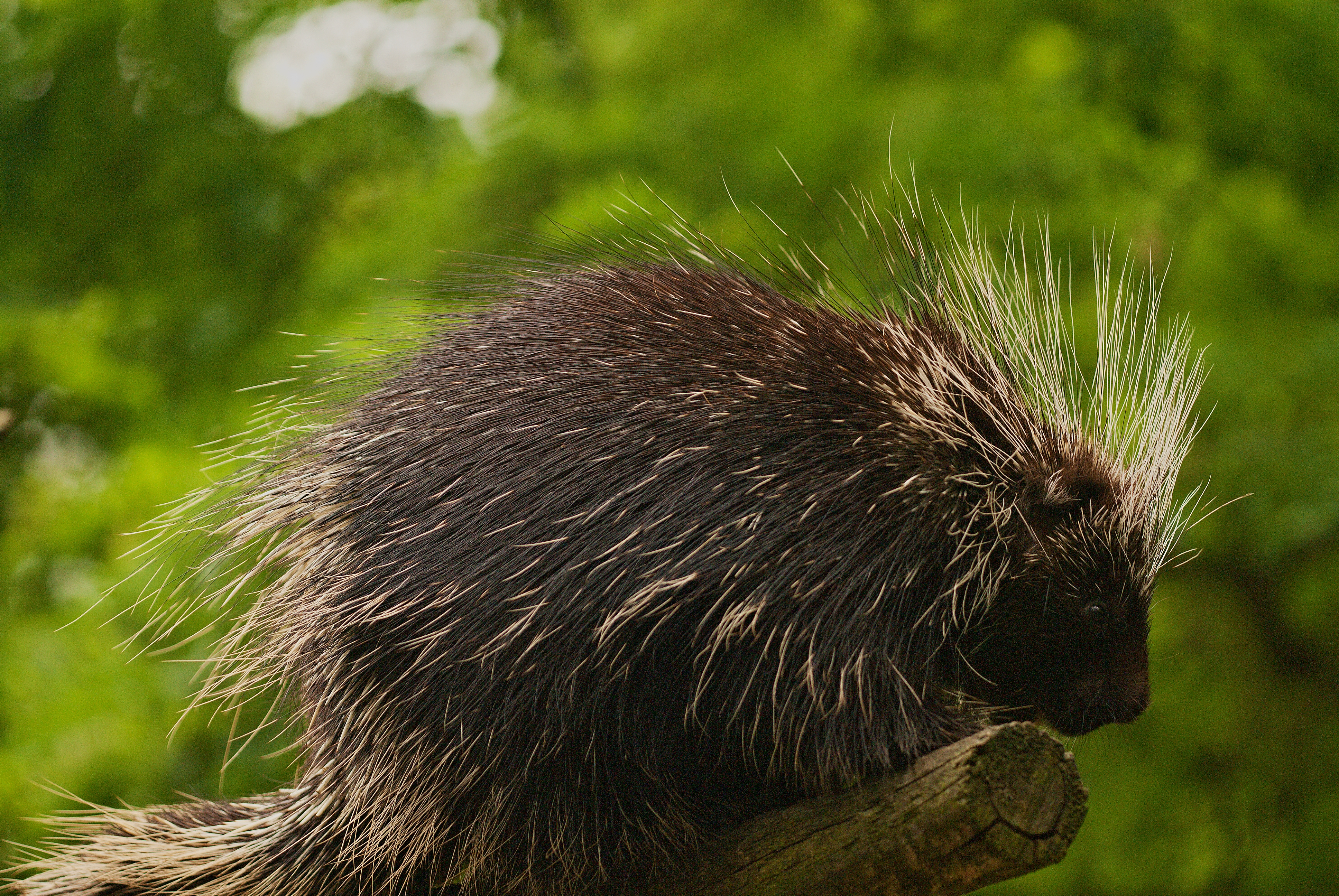
Urzon kanadský v děčínské zoo.